# Vans Warped Tour Compilation 2010
Vans Warped Tour Compilation 2010. es el décimo quinto álbum recopilatorio del Warped Tour.

## Listado de canciones
| Disco 1 |                                                                      | |                                         |          |  |
| N.º     | Título                                                               | Escritor(es)                                                                                                | Artista                                 | Duración |  |
| 1.      | «The Rock Show» (from Take Off Your Pants and Jacket)                | Tom DeLonge, Mark Hoppus, Travis Barker                                                                     | Blink-182                               | 2:49     |  |
| 2.      | «The American Scream» (from This Addiction)                          | Matt Skiba, Dan Andriano, Derek Grant                                                                       | Alkaline Trio                           | 2:49     |  |
| 3.      | «Captain Kelly's Kitchen» (live)                                     | traditional                                                                                                 | Dropkick Murphys                        | 2:39     |  |
| 4.      | «Never Say Die / When You're Young» (from Ghosts on the Boardwalk)   | Greg Attonito, Pete Steinkopf, Bryan Kienlen, Michael McDermott                                             | The Bouncing Souls                      | 3:47     |  |
| 5.      | «We Are the One» (from The People or the Gun)                        | Justin Sane, Chris #2, Chris Head, Pat Thetic                                                               | Anti-Flag                               | 2:57     |  |
| 6.      | «After One Quarter of a Revolution» (from New Junk Aesthetic)        | Keith Buckley, Jordan Buckley, Josh Newton, Andy Williams, Mike Novak                                       | Every Time I Die                        | 2:03     |  |
| 7.      | «Chelsea Smile» (from Suicide Season)                                | Oliver Sykes, Matt Kean, Matt Nicholls, Lee Malia, Curtis Ward                                              | Bring Me the Horizon                    | 5:00     |  |
| 8.      | «Gaia Bleeds (Make Way for Man)» (from This Will Be the Death of Us) | Michael Ambrose, Audelio Flores Jr., Matthew Wilson, Joe Saucedo, Jordan Brown, Daniel Coddaire, Mike Green | Set Your Goals featuring Vinnie Caruana | 2:47     |  |
| 9.      | «Carrion» (from Horizons)                                            | Luke Kilpatrick, Jeff Ling, Ben Gordon, Winston McCall                                                      | Parkway Drive                           | 2:56     |  |
| 10.     | «Cadillac One» (from Perfume and Piss)                               | Colin Abrahall, Ross Lomas, Colin Blyth, Scott Preece                                                       | GBH                                     | 3:07     |  |
| 11.     | «We Are All We Have» (from We Are All We Have)                       | Jorge Herrera, Rick Lopez, Jake Kolatis, Mark Eggers                                                        | The Casualties                          | 3:05     |  |
| 12.     | «Clap Your Hands» (from The Wages)                                   | Reverend J. Peyton, Breezy Peyton, Aaron Persinger                                                          | The Reverend Peyton's Big Damn Band     | 4:20     |  |
| 13.     | «Robots May Break Your Heart» (from Underneath the Owl)              | Michael Wiebe, Ian MacDougall, Fadi el-Assad, Robert Marchant, Eric Green                                   | Riverboat Gamblers                      | 3:36     |  |
| 14.     | «A Night at the Spleen» (from First Temple)                          | Michael Barrett, Christopher DeCinque, Brad Kimber, Beau McKee, Mansur Zennelli                             | Closure in Moscow                       | 3:49     |  |
| 15.     | «Messin' Around» (from The Ramblers)                                 | Todd Hembrook                                                                                               | Deal's Gone Bad                         | 3:15     |  |
| 16.     | «Heartless» (B-side from It's Great to Be Alive sessions)            | Chris Farren, Derek Perry, Casey Lee, Sean Stevenson                                                        | Fake Problems                           | 3:04     |  |
| 17.     | «Carry the Banner» (from Cavalcade)                                  | Scott Brigham, Chris Cresswell, Jon Darbey, Paul Ramirez                                                    | The Flatliners                          | 2:53     |  |
| 18.     | «Sleeper» (from Ups and Downsizing)                                  | Nick Diener, Jonathan Diener                                                                                | The Swellers                            | 2:54     |  |
| 19.     | «Living Saints» (from Chasing Hamburg)                               | Nathan Morris, Erik Henning, Emmett Menke, Scott Morris, James Stadt                                        | Polar Bear Club                         | 2:31     |  |
| 20.     | «Thicker Than Water» (from American Rubicon)                         | Devin Peralta                                                                                               | Cobra Skulls                            | 1:58     |  |
| 21.     | «Basement Royalty» (from Good Views, Bad News)                       | Joshua Baird, Ty Vaughn, Matt Koenig                                                                        | Broadway Calls                          | 3:02     |  |
| 22.     | «No We Didn't» (from Chamberlain Waits)                              | Joe Godino, Greg Barnett, Tom May, Eric Keen                                                                | The Menzingers                          | 1:32     |  |
| 23.     | «Don't Lose Hope» (from Sell Out for the Poontang)                   | Calum Sutton, Adam Marsden, Danny Wareing, Jonny Marriner                                                   | Middle Finger Salute                    | 2:42     |  |
| 24.     | «Out There» (from Junkie)                                            | | Longway                                 | 2:32     |  |
| 25.     | «Fight for It» (from Scream! Spit! Sing!)                            | Raine Palladino, Shira Yevin                                                                                | Shiragirl                               | 2:49     |  |
| 26.     | «Smoke Blower» (from Black Thorn)                                    | Tobin Bawinkel, Justin Bawinkel, Kyle Bawinkel                                                              | Flatfoot 56                             | 2:11     |  |
| 27.     | «Famous Last Line» (from The Jukebox Romantics)                      | Chris Schultz, Seth Dellon, Michael Terry, Michael Stratton, Joe Jacobs                                     | The Jukebox Romantics                   | 2:25     |  |

| Disco 2 |                                                                                   | |                     |          |  |
| N.º     | Título                                                                            | Escritor(es) | Artista             | Duración |  |
| 1.      | «If You Can't Live Without Me, Why Aren't You Dead Yet?» (from Anywhere but Here) | Derek Sanders, Alex Garcia, Brooks Betts, Jeremy Lenzo, Jake Bundrick, Bobby Huff                                    | Mayday Parade       | 3:27     |  |
| 2.      | «Sexual Man Chocolate» (from Attack Attack!)                                      | Johnny Franck, Andrew Whiting, John Holgado, Caleb Shomo, Andrew Wetzel                                              | Attack Attack!      | 3:05     |  |
| 3.      | «Tonight We Feel Alive (On a Saturday)» (from Enemy of the World)                 | Alan Clifford, Russle Massucco, Daniel O'Connor, Joseph Weiss                                                        | Four Year Strong    | 3:42     |  |
| 4.      | «Caraphernelia» (from Selfish Machines)                                           | Vic Fuentes | Pierce the Veil     | 4:20     |  |
| 5.      | «Hello Fascination» (from Hello Fascination)                                      | Kyle Even, David Schmitt, Mike Green, Scott Wilcox                                                                   | Breathe Carolina    | 3:22     |  |
| 6.      | «Delete, Repeat» (from Recover)                                                   | Ross Kenyon, Jeffrey Helberg, Joshua Paul, Trevor Vickers, Joel Piper                                                | Confide             | 2:41     |  |
| 7.      | «No Bed of Broken Glass» (from Road Maps and Heart Attacks)                       | Pete Dowdalls, Brad Wiseman, Denis Cohen, Tony Allio, Robbie Coran                                                   | This Time Next Year | 2:41     |  |
| 8.      | «Set It Off Like Napalm» (from Relativity)                                        | Jonny Craig, ER White, Jonas Ladekjaer, Will Sowers, Lukas Koszewski, Jordan Stewart                                 | Emarosa             | 3:04     |  |
| 9.      | «The Thespian» (from The Emptiness)                                               | Shawn Milke, Patrick Thompson, Dennis Lee                                                                            | Alesana             | 3:52     |  |
| 10.     | «Gypsy Woman» (from The Words You Don't Swallow)                                  | Slade Echeverria, Mike Kitlas, Adam Juwig, Greg Garrity, Mike Green                                                  | Anarbor             | 3:03     |  |
| 11.     | «Bones» (from Imperial)                                                           | Cody Anderson, Scott Barnes, Ramin Niroomand, Noah Slifka, Tyler McElhaney, Mehdi Niroomand                          | In Fear and Faith   | 3:22     |  |
| 12.     | «DT Killer»                                                                       | | Neo Geo             | 3:11     |  |
| 13.     | «Passion vs. Fashion» (from Not Quite an E.P.)                                    | Christian Lee, Handsome Rick, Mike Perez, Martin Alcedo, Danny Garrow                                                | No Bragging Rights  | 3:56     |  |
| 14.     | «Battle Royale» (from Empire)                                                     | Justin Salinas, Zack Hansen, Tyler Smith, Nick Urlacher, Dusty Riach, Tony Pizzuti                                   | The Word Alive      | 3:47     |  |
| 15.     | «Elephants» (from We Will All Evolve)                                             | Matt Wentworth | Our Last Night      | 3:28     |  |
| 16.     | «Party Girl» (from Settle the Score)                                              | Alex Bigman, Josh Reef, Evan Henkel, Chris Begley, Kyle Wanninger                                                    | Fight Fair          | 2:53     |  |
| 17.     | «Damn Rough Night» (from Favorite Fix)                                            | Joe Westbrook, Craig Calloway, Tarcy Thomason, Joe Kirkland, Jason Dean, A. Bello                                    | Artist vs. Poet     | 3:12     |  |
| 18.     | «Where's My Time Stick» (from Gravity Is What You Make of It)                     | Patrick Fitzgerald, Karen Roberts, Meagan Christy, Joseph Cooper, José Rodríguez Jr., Tristan Dolce, Andrew Pedersen | Chase Long Beach    | 3:01     |  |
| 19.     | «Both Sides of the Story» (from Guaranteed to Disagree)                           | Tay Jardine, Jordan Eckes, Mike Ferri, Rob Chianelli, Cameron Hurley                                                 | We Are the In Crowd | 2:56     |  |
| 20.     | «Hello Mexico» (from Eyes to the Sun)                                             | Alex Roy, Patrick O'Connell, Toby McAllister, Ben Briggs Nate Spencer                                                | Sparks the Rescue   | 3:48     |  |
| 21.     | «The Common Hours» (from 3-D)                                                     | Devin Oliver, Andrew Oliver, Jeff Valentine, Brent Allen, Jimmy Gregerson, Zach Johnson                              | I See Stars         | 3:06     |  |
| 22.     | «Second & Sebring» (de Of Mice & Men)                                             | Austin Carlile, Shayley Bourget, Phil Manansala, Jaxin Hall, Valentino Arteaga                                       | Of Mice & Men       | 3:45     |  |
| 23.     | «Fast Girl» (de Audio & Murder)                                                   | Kyle Driscoll, Chris Farnes, Brett Hartwell                                                                          | The Frantic         | 2:25     |  |
| 24.     | «Fixed at Zero» (de Fixed at Zero)                                                | Sierra Kusterbeck, Blake Harnage, Dave Basset                                                                        | VersaEmerge         | 3:38     |  |